# Glaucocharis aeolocnemis
Glaucocharis aeolocnemis là một loài bướm đêm trong họ Crambidae.